# Saint-Denis-le-Ferment
Saint-Denis-le-Ferment település Franciaországban, Eure megyében. Lakosainak száma 502 fő (2022. január 1.). Saint-Denis-le-Ferment Hébécourt, Bazincourt-sur-Epte, Gisors, Bézu-Saint-Éloi, Heudicourt és Sancourt községekkel határos.

## Népesség
A település népessége az elmúlt években az alábbi módon változott:
| Lakosok száma | 174  | 298  | 405  | 454  | 504  | 493  | 488  | 494  | 491  | 502  |
|               | 1968 | 1982 | 1990 | 2006 | 2013 | 2015 | 2017 | 2019 | 2020 | 2022 |